# Anu Raghavan
Anu Raghavan (* 20. April 1993 in Alathur, Kerala) ist eine indische Hürdenläuferin, die sich auf die 400-Meter-Distanz spezialisiert hat.

## Sportliche Laufbahn
Erste Erfahrungen bei internationalen Wettbewerben sammelte Anu Raghavan bei den Juniorenweltmeisterschaften 2012 in Barcelona, bei denen sie über 400 m Hürden in 61,14 s in der ersten Runde ausschied. Im Jahr darauf nahm sie an der Sommer-Universiade in Kasan teil und schied auch dort mit 62,74 s im Vorlauf aus. 2015 wurde sie bei den Asienmeisterschaften in Wuhan in 57,79 s Vierte und zwei Jahre darauf gewann sie bei den Meisterschaften im heimischen Bhubaneswar in 57,22 s die Silbermedaille hinter der Vietnamesin Nguyễn Thị Huyền. 2018 nahm sie erstmals an den Asienspielen in Jakarta teil und wurde dort in 56,92 s Vierte. Nach der Disqualifikation der ursprünglichen Siegerin Kemi Adekoya auf Bahrain wurde Raghavan die Bronzemedaille zugesprochen. 2025 belegte sie bei den Asienmeisterschaften in Gumi in 57,46 s den siebten Platz über 400 m Hürden. 
2015 wurde Raghavan Indische Meisterin über 400 m Hürden sowie mit der 4-mal-400-Meter-Staffel. Sie studierte Zoologie am Vimala College in Thrissur.

## Klage gegen den Indischen Leichtathletikverband
Im Juli 2016 reichte Raghavan eine Klage beim Kerala High Court gegen den Indischen Leichtathletikverband (AFI) gegen ihre Nichtrückbesichtigung für die Olympischen Spiele in Rio de Janeiro ein. Laut Raghavan wurde sie nur deshalb nicht für die 4-mal-400-Meter-Staffel nominiert, weil sie statt mit dem Nationaltrainer Jurij Ohorodnik, mit ihrem Privattrainer PB Jaikumar trainierte. Das Gericht gab der Athletin recht und zwang den Verband Raghavan zu nominieren, jedoch war die Nominierungsfrist bereits abgelaufen.

## Persönliche Bestleistungen
- 400 Meter: 53,54 s, 29. April 2016 in Neu-Delhi
- 400 m Hürden: 56,77 s, 26. August 2018 in Jakarta